# Jordaniens historia

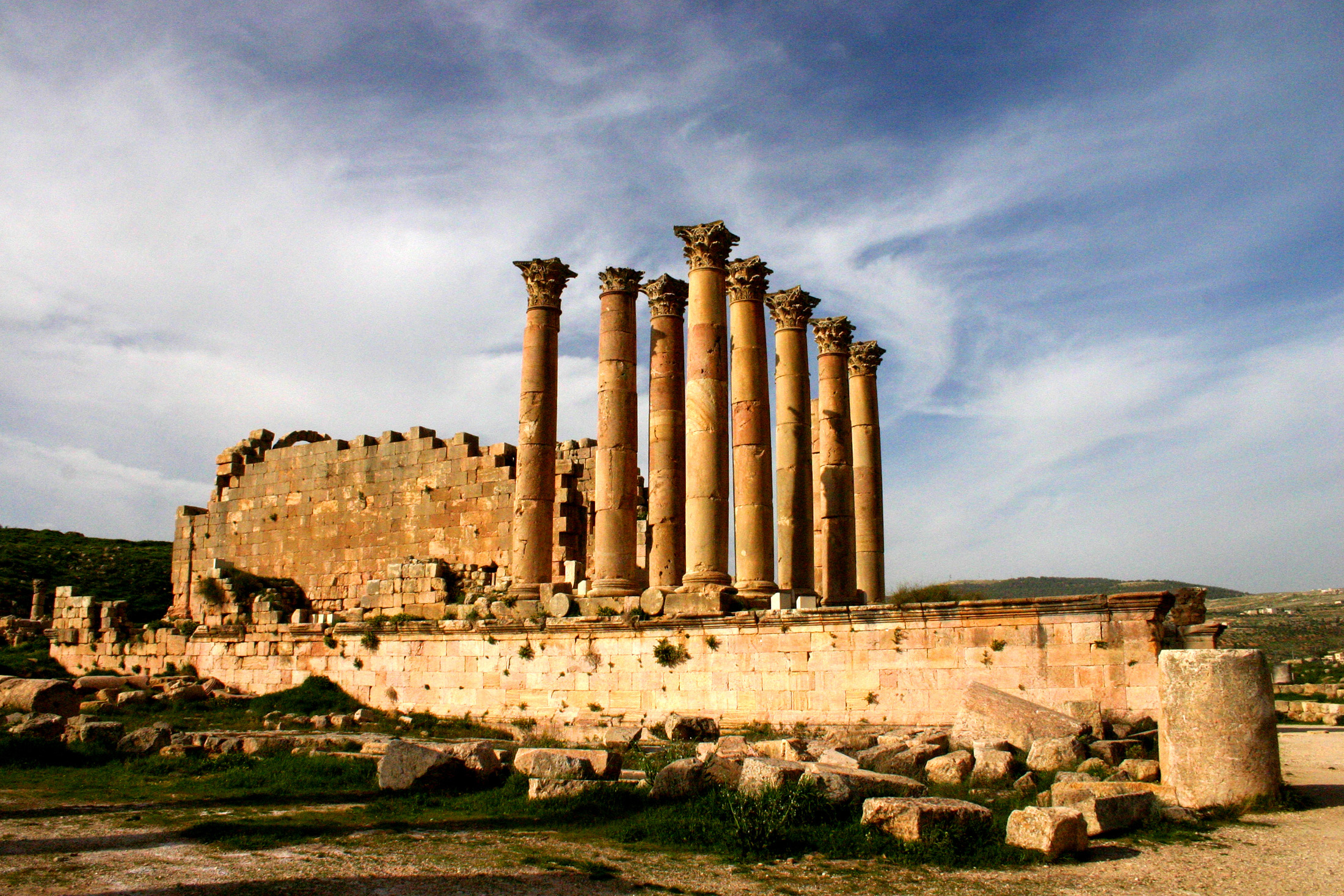
De romerska ruinerna i Petra tillhör Jordaniens världsarv

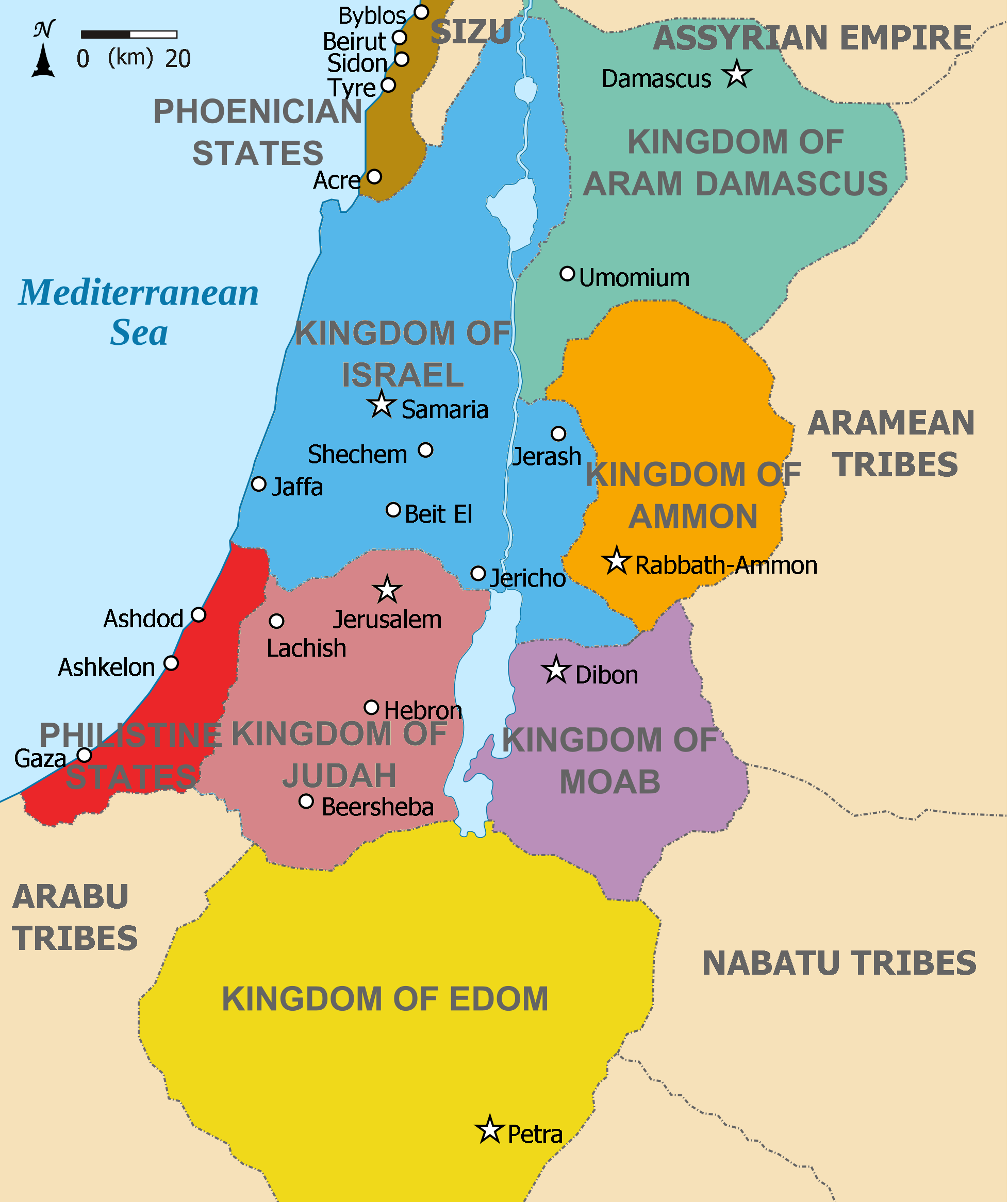
Kingdoms of the Levant Map 830

Det geografiska område som idag kallas Jordanien ingår sedan förhistorisk tid i den så kallade "bördiga halvmånen" som sträcker sig från Iraks floddalar till Medelhavet. 
År 2000 före kristus bosatte sig semitiska stammar runt Jordanfloden i ett område som de kallade för Kanaan. Därefter invaderades detta område av en lång rad folkgrupper och erövrare: hettiter, egyptier, israeliter, assyrier, babylonier, perser, greker, romare, araber, de kristna korstågen, mameluker, Osmanska riket och slutligen Storbritannien innan landet blev en självständig nation. 

## Forntiden
Människan blev bofast i byar och började odla jorden i området under den neolitiska eran omkring 6500 and 5500 f.Kr. Den viktigaste fyndplatsen från eran är Ein Ghazal i Amman. En staty av en kvinna, möjligen en gudinna, har återfunnits från denna period. 
Kopparåldern (4500–3200 f.Kr.) såg början på boskapsskötseln, och den beduinska livsstilen förmodas ha utvecklats. 
Under tidig bronsålder 3200–1950 f.Kr. återfinns fortifierade byar i området, som tycks ha bedrivit handel med Egypten. Semitiska stammar var bosatta där omkring 2000 f.Kr. och det blev en del av ett språkligt kulturområde som har kallats Kanaan. Proto-stater tycks ha börjat bildas i norra Jordanien, medan södra Jordanien beboddes av nomader vid namn Shasu.
Under järnåldern bildades de första historiska staterna, och Jordanien indelades i kungarikena Ammon i norr (900-332 f.Kr.), Moab i mitten (1200-400 f.Kr.) och Edom i södra Jordanien (1200-553 f.Kr.). Kungarikena bedrev handel mellan Syrien och Arabiska halvön och befann sig ofta i krig med Israel och Judah i väster, något som har skildrats i bibeln. Ammon, Moab och Edom var lydstater under Nyassyriska riket 701–627 f.Kr., det Nybabyloniska riket 627–538 f.Kr., och de persiska Akemeniderna 538–332 f.Kr. 

## Antiken
När Alexander den store erövrade det Persiska riket var de persiska vasallstaterna i nuvarande Jordanien redan upplöst och inkorporerade i Persiska riket, och området blev därför en av de territorier som blev ett tvistefrö mellan Ptoleméerna i Egypten och Seleukiderna i Syrien. Större delen av området inkorporerades i det judiska Hasmoneiska kungariket, medan kungariket Nabatea grundades av arabiska beduiner i södra delen av nuvarande Jordanien (169 f.Kr.- 105).
Norra delen av Jordanien erövrades av romarriket tillsammans med det judiska kungariket 63 f.Kr. och södra delen när kungariket Nabatea blev en romersk provins år 105. Under antiken spred sig judendomen som en dominant religion i regionen, och under 300-talet förbjöds alla religioner utom kristendomen i romarriket.  

## Medeltiden
Nuvarande Jordanien tillföll Östrom, senare kallade Bysantinska riket, när Rom delades 395. Det upplevde en viss blomstringsperiod under sin tid som bysantinsk provins. 
Området erövrades från Bysantinska riket av araberna och tillhörde umayyaderna 661-750, abbasiderna 750-878, fatimidernas Egypten 970-1024, Ayyubidernas Egypten 1187-1260, och det egyptiska mamluksultanatet 1260-1516. Under denna tid övergick området från kristendomen till Islam. Medan det hade upplevt välstånd under Bysans, blev dock provinsen försummad under de islamiska kalifaten. 

## Osmanska Jordanien
Jordanien erövrades från Egypten av Osmanska riket 1516 och var sedan en osmansk provins till 1916. Jordanien var djupt försummat under den osmanska perioden. Osmanska myndigheters intresse för området inskränkte sig till att de besökte området en gång per år för att ta upp skatt. Byar och städer utsattes för attacker av beduiner och minskade i storlek och försvann, tills området nästan enbart befolkades av nomadiska beduiner, medan jordbrukarna i Jordandalen tvingades betala skatt till beduinerna för att slippa anfall. 
Mellan 1803 och 1812 ockuperades området av den wahhabitiska sektens styrkor; dessa jagades ut ur området av Osmanska Egypten, som 1833-1834 gjorde uppror mot Osmanska riket och drog med Jordanien i denna konflikt, innan osmansk överhöghet återetablerades. 

## Brittiska mandatet
Vid första världskriget ingick området i det Osmanska riket men redan 1916 delade Storbritannien och Frankrike upp området sinsemellan genom Sykes-Picot-avtalet. Vid slutet av första världskriget avdelades provinsen Palestina (som idag är Jordanien, Israel, Västbanken och Gazaremsan) till Storbritannien som ett mandatområde kallat Det Palestinska Mandatet, från Nationernas förbund.
Storbritannien hade dolda avsikter med detta område. Det var ett led i strävandena att förbinda landets territorier i Afrika och Inden, det skulle utnyttjas för att upprätta en stat som ersättning för arabernas stöd under första världskriget, samt en del var av NF bestämt att bli en judisk stat. År 1917 hade den brittiske utrikesministern skickat ett privat brev, den så kallade Balfourdeklarationen, som uttalade sitt stöd för en judisk stat.  

## Transjordanien
År 1922 ställdes området öster om Jordanfloden, huvudsakligen bestående av öken, under den hashemitiske prinsen Abdullah som ett emirat. Detta området kallades Transjordanien och fick en liten militärstyrka, "Arablegionen", som deltog i ett krig mot Irak. Denna del av det brittiska mandatet Palestina upphörde helt den 22 maj 1946 och den 25 maj blev området en självständig stat.
Efter det judisk-arabiska kriget 1948 tog jordanska trupper kontroll över Cisjordanien (senare kallat Västbanken) och tilldelades detta område genom eldupphörsavtalet den 3 april 1949, med tillägget att områdets slutliga status skulle avgöras senare. Västbanken annekterades dock 1950 och Transjordanien bytte namn till "Det hashemitiska kungadömet Jordanien".

## Kungariket Jordanien
Kung Abullah mördades utanför ingången till Klippmoskén i Jerusalem 1951 och efterträddes av sonen Talal. Denne led dock av psykiska besvär och efterträddes 1952 av sin då endast 16-årige son Hussein. Jordanien hade ett försvarsförbund med Storbritannien som byggde upp landets armé och flygvapen. Dessa leddes av brittiska officerare men 1957 sade Jordanien upp detta avtal och ersatte officerarna med araber. De nära banden med Storbritannien kompletterades också med nära band med Förenta staterna till följd av Eisenhowerdoktrinen. Under dessa år försökte kungen bygga upp landets ekonomi samtidigt som tillräckliga medel avsattes till försvaret. Särskilt under 1960-talet sågs Syrien som ett militärt hot.
I maj 1967 ingick Jordanien en försvarspakt med Egypten och deltog i sexdagarskriget mot Israel. Kriget ledde till att Israel ockuperade Västbanken och att uppskattningsvis 300 000 palestinska flyktingar kom till Jordanien. Åren som följde präglades av politisk oro vilket kulminerade i svarta september 1970. Jordanien lyckades då slå tillbaka en mindre syrisk invasion och i juli 1971 besegrade man de tungt beväpnade palestinska organisationerna som tvingade lämna landet.
Jordanien deltog inte direkt i oktoberkriget 1973 men skickade en mindre militärstyrka till Syrien för att försvara syriskt territorium i den israeliska motoffensiven. År 1988 avsade sig Jordanien sina territoriella anspråk på Västbanken. Landet deltog inte heller i Kuwaitkriget 1990-1991. Efter detta krig deltog Jordanien tillsammans med Syrien, Libanon och palestinska företrädare i fredsförhandlingar med Israel. Dessa förhandlingar resulterade i fredsavtalet Israel–Jordanien den 25 juli 1994 och den 26 oktober 1994 ingick Jordanien och Israel ett fredsavtal.
Efter kung Husseins död 1999 blev hans son Abdullah kung.